# Középlak
Középlak (románul Cuzăplac) kalotaszegi falu  Romániában Szilágy megyében, az azonos nevű község központja.

## Fekvése
A Kolozsvár felől Egeresen (románul: Aghireș, németül: Erldorf) átmenő, Kalotaszeget átszelő országút mentén, az Almás völgyében fekszik.

## Története
1219-ben Cuzeplac, 1341-ben Kuzeplak, 1399-ben Kezeplak, 1582-ben Kozéplak néven említik a korabeli forrásokban.
A Bécsi Codex (1291-1296) szerint a XII. században már önálló anyaegyháza volt (Mater Ecclesia), amely a Kalathai Főesperességhez tartozott.
Magyar lakossága a reformáció óta református. Egyházközsége az Erdélyi Református Egyházkerület Kalotaszegi Egyházmegyéjéhez tartozik.
Lakói Almás váránál teljesítettek szolgálatot, amiért nemességet is kaptak.
A falu a trianoni békeszerződésig Kolozs vármegye Bánffyhunyadi járásához tartozott.
1990 októberében itt tartják a Kalotaszegi Református Ifjúsági Konferenciát.
1992-ben összesen 2429 fő lakta a falut, ebből 1841 román, 490 magyar.

## Látnivalói
Új építésű református temploma a dombtetőn áll. A régi templomot és annak fatornyát 1905-1906-ban lebontották. Beépítették azonban a régi templom gótikus kapuzatát, melyet 1991-ben felújítottak.

## Nevezetes emberek
- Itt született 1897-ben Stella Adorján író, újságíró, humorista.
- Itt született 1935-ben Kozma Dezső irodalomtörténész, egyetemi tanár.

## Külső hivatkozások
- https://web.archive.org/web/20100210180326/http://kalotaszeg.mlap.hu/